# Кароліна Плішкова

Кароліна Плішкова (чеськ. Karolína Plíšková, 21 березня 1992) — чеська тенісистка, колишня перша ракетка світу.
У Кароліни є сестра близнючка Крістіна, яка теж грає в теніс на професійному рівні.
На юніорському рівні Плішкова виграла Відкритий чемпіонат Австралії 2010 в одиночному розряді серед дівчат.
Свій перший титул WTA Кароліна здобула на Відкритому чемпіонаті Малайзії 2013. 2014 став для Кароліни роком прориву — вона піднялася в першу тридцятку світового рейтингу. У 2015-му вона потрапила до першої десятки.
Найбільшим успіхом Кароліни на турнірах Великого слема став вихід до фіналу Відкритого чемпіонату США 2016, де вона поступилася Анджелік Кербер у трьох сетах.
З 17 липня 2017 року Кароліна Плішкова очолила рейтинг WTA, попри те, що ще не виграла жодного турніру Великого слема.
У складі збірної Чехії Кароліна здобувала перемогу в Кубку Федерації 2015 та 2016 років. Вона також взяла участь у Кубку Гопмана 2016 року, але жодна чеська пара не пробилася далі кругового турніру.

## Стиль гри
Плішкова — надзвичайно агресивний гравець із сильною й точною подачею та потужними ударами з відскоку. Вона комбінує ці свої козирі з грою на сітці, або виграючи очко або змушуючи супротивницю помилитися. З середини корту вона б'є сильно та точно, іноді виходячи після цього до сітки. Характерною особливістю Плішкової є незворушливість. Вона рідко демонструє емоції, святкує виграний м'яч, зазвичай спокійно витримує ворожість глядачів, коли грає із супротивницею з країни, де проводяться змагання.

## Статистика

### Одиночний розряд
| Рік             | 2010 | 2011 | 2012 | 2013 | 2014 | 2015 | 2016 | 2017 | 2018 | 2019 | 2020 | Усп    | В–П   |
| --------------- | ---- | ---- | ---- | ---- | ---- | ---- | ---- | ---- | ---- | ---- | ---- | ------ | ----- |
| Australian Open | A    | КР   | КР   | 1Р   | 2Р   | 3Р   | 3Р   | ЧФ   | ЧФ   | ПФ   | 3Р   | 0 / 8  | 20–8  |
| French Open     | A    | КР   | 1Р   | 1Р   | 2Р   | 2Р   | 1Р   | ПФ   | 3Р   | 3Р   |      | 0 / 8  | 11–8  |
| Wimbledon       | КР   | A    | 1Р   | 2Р   | 2Р   | 2Р   | 2Р   | 2Р   | 4Р   | 4Р   |      | 0 / 8  | 11–8  |
| US Open         | КР   | КР   | КР   | 1Р   | 3Р   | 1Р   | Ф    | ЧФ   | ЧФ   | 4Р   |      | 0 / 7  | 19–7  |
| В–П             | 0–0  | 0–0  | 0–2  | 1–4  | 5–4  | 4–4  | 9–4  | 14–4 | 13–4 | 13–4 | 2–1  | 0 / 31 | 61–31 |

### Парний розряд
| Рік             | 2012 | 2013 | 2014 | 2015 | 2016 | 2017 | 2018 | 2019 | 2020 | Усп    | В–П   |
| --------------- | ---- | ---- | ---- | ---- | ---- | ---- | ---- | ---- | ---- | ------ | ----- |
| Australian Open | A    | A    | 1Р   | 1Р   | ПФ   | 1Р   | A    | A    | A    | 0 / 4  | 4–4   |
| French Open     | A    | 1Р   | 1Р   | 2Р   | 3Р   | A    | A    | A    |      | 0 / 4  | 3–4   |
| Wimbledon       | КР   | 1Р   | 1Р   | 1Р   | ПФ   | A    | A    | A    |      | 0 / 4  | 4–4   |
| US Open         | 1Р   | 1Р   | 1Р   | 1Р   | 3Р   | A    | A    | A    |      | 0 / 5  | 2–5   |
| Win–Loss        | 0–1  | 0–3  | 0–4  | 1–4  | 12–4 | 0–1  | 0–0  | 0–0  | 0–0  | 0 / 17 | 13–17 |

### Фінали турнірів Великого слема

#### Одиночний розряд: 1 (1 поразка)
| Поразка | Рік  | Турнір  | Поверхня | Супротивниця    | Рахунок       |
| ------- | ---- | ------- | -------- | --------------- | ------------- |
| Поразка | 2016 | US Open | Хард     | Анджелік Кербер | 3–6, 6–4, 4–6 |

## Інші значні фінали

### Турніри WTA Premier

#### Одиночний розряд: 4 (2 титули)
| Результат | Рік  | Турнір     | Поверхня | Супротивниця    | Рахунок       |
| --------- | ---- | ---------- | -------- | --------------- | ------------- |
| Поразка   | 2015 | Дубай      | Хард     | Сімона Халеп    | 4–6, 6–7(4–7) |
| Перемога  | 2016 | Цинциннаті | Хард     | Анджелік Кербер | 6–3, 6–1      |
| Поразка   | 2019 | Маямі      | Хард     | Ешлі Барті      | 6–7(1–7), 3–6 |
| Перемога  | 2019 | Рим        | Ґрунт    | Йоганна Конта   | 6–3, 6–4      |

#### Пари: 1 фінал
| Результат | Рік  | Турнір       | Поверхня | Партнерка   | Супротивниці                      | Рахунок          |
| --------- | ---- | ------------ | -------- | ----------- | --------------------------------- | ---------------- |
| Поразка   | 2016 | Індіан-Веллз | Хард     | Юлія Ґерґес | Бетані Маттек-Сендс Коко Вандевей | 6–4, 4–6, [6–10] |

## Фінали турнірів WTA

### Одиночний розряд: 34 (17 титулів, 17 поразок)
| Легенда                      |
| ---------------------------- |
| Турніри Великого шлему (0–2) |
| WTA Elite Trophy (0–1)       |
| Турніри WTA 1000 (2–5)       |
| Турніри WTA 500 (9–4)        |
| Турніри WTA 250 (6–5)        |

| Фінали за покриттям |
| ------------------- |
| Тверде (11–10)      |
| Ґрунт (3–3)         |
| Трава (3–4)         |
| Килим (0–0)         |

| Результат | В-П   | Дата     | Турнір                                                 | Категорія     | Покриття   | Опонент             | Рахунок                 |
| --------- | ----- | -------- | ------------------------------------------------------ | ------------- | ---------- | ------------------- | ----------------------- |
| Перемога  | 1–0   | Бер 2013 | BMW Malaysian Open, Малайзія                           | International | Тверде     | Бетані Маттек-Сендс | 1–6, 7–5, 6–3           |
| Поразка   | 1–1   | Лют 2014 | Pattaya Women's Open, Таїланд                          | International | Тверде     | Катерина Макарова   | 3–6, 6–7(7–9)           |
| Поразка   | 1–2   | Тра 2014 | Nuremberg Cup, Німеччина                               | International | Ґрунт      | Ежені Бушар         | 2–6, 6–4, 3–6           |
| Поразка   | 1–3   | Вер 2014 | Hong Kong Tennis Open, КНР SAR                         | International | Тверде     | Сабіне Лісіцкі      | 5–7, 3–6                |
| Перемога  | 2–3   | Вер 2014 | Hansol Korea Open Tennis Championships, Південна Корея | International | Тверде     | Варвара Лепченко    | 6–3, 6–7(5–7), 6–2      |
| Перемога  | 3–3   | Жов 2014 | Linz Open, Австрія                                     | International | Тверде (i) | Каміла Джорджі      | 6–7(4–7), 6–3, 7–6(7–4) |
| Поразка   | 3–4   | Січ 2015 | Sydney International, Австралія                        | Premier       | Тверде     | Петра Квітова       | 6–7(5–7), 6–7(6–8)      |
| Поразка   | 3–5   | Лют 2015 | Dubai Tennis Championships, ОАЕ                        | Premier 5     | Тверде     | Сімона Халеп        | 4–6, 6–7(4–7)           |
| Перемога  | 4–5   | Тра 2015 | WTA Prague Open, Чехія                                 | International | Ґрунт      | Луціє Градецька     | 4–6, 7–5, 6–3           |
| Поразка   | 4–6   | Чер 2015 | Birmingham Classic, Велика Британія                    | Premier       | Трава      | Анджелік Кербер     | 7–6(7–5), 3–6, 6–7(4–7) |
| Поразка   | 4–7   | Сер 2015 | Silicon Valley Classic, США                            | Premier       | Тверде     | Анджелік Кербер     | 3–6, 7–5, 4–6           |
| Поразка   | 4–8   | Лис 2015 | WTA Elite Trophy, КНР                                  | Elite Trophy  | Тверде (i) | Вінус Вільямс       | 5–7, 6–7(6–8)           |
| Перемога  | 5–8   | Чер 2016 | Nottingham Open, Велика Британія                       | International | Трава      | Алісон Ріск         | 7–6(10–8), 7–5          |
| Поразка   | 5–9   | Чер 2016 | Eastbourne International, Велика Британія              | Premier       | Трава      | Домініка Цібулкова  | 5–7, 3–6                |
| Перемога  | 6–9   | Сер 2016 | Мастерс Цинциннаті, США                                | Premier 5     | Тверде     | Анджелік Кербер     | 6–3, 6–1                |
| Поразка   | 6–10  | Вер 2016 | Відкритий чемпіонат США з тенісу, США                  | Grand Slam    | Тверде     | Анджелік Кербер     | 3–6, 6–4, 4–6           |
| Перемога  | 7–10  | Січ 2017 | Brisbane International, Австралія                      | Premier       | Тверде     | Алізе Корне         | 6–0, 6–3                |
| Перемога  | 8–10  | Лют 2017 | Qatar Ladies Open, Катар                               | Premier       | Тверде     | Каролін Возняцкі    | 6–3, 6–4                |
| Перемога  | 9–10  | Лип 2017 | Eastbourne International, Велика Британія              | Premier       | Трава      | Каролін Возняцкі    | 6–4, 6–4                |
| Перемога  | 10–10 | Кві 2018 | Porsche Tennis Grand Prix, Німеччина                   | Premier       | Ґрунт (i)  | Коко Вандевей       | 7–6(7–2), 6–4           |
| Перемога  | 11–10 | Вер 2018 | Toray Pan Pacific Open, Японія                         | Premier       | Тверде (i) | Наомі Осака         | 6–4, 6–4                |
| Поразка   | 11–11 | Жов 2018 | Tianjin Open, КНР                                      | International | Тверде     | Каролін Гарсія      | 6–7(7–9), 3–6           |
| Перемога  | 12–11 | Січ 2019 | Brisbane International, Австралія (2)                  | Premier       | Тверде     | Леся Цуренко        | 4–6, 7–5, 6–2           |
| Поразка   | 12–12 | Бер 2019 | Відкритий чемпіонат Маямі з тенісу, США                | Premier M     | Тверде     | Ешлі Барті          | 6–7(1–7), 3–6           |
| Перемога  | 13–12 | Тра 2019 | Мастерс Рим, Італія                                    | Premier 5     | Ґрунт      | Джоанна Конта       | 6–3, 6–4                |
| Перемога  | 14–12 | Чер 2019 | Eastbourne International, Велика Британія (2)          | Premier       | Трава      | Анджелік Кербер     | 6–1, 6–4                |
| Перемога  | 15–12 | Вер 2019 | Zhengzhou Open, КНР                                    | Premier       | Тверде     | Петра Мартич        | 6–3, 6–2                |
| Перемога  | 16–12 | Січ 2020 | Brisbane International, Австралія (3)                  | Premier       | Тверде     | Медісон Кіз         | 6–4, 4–6, 7–5           |
| Поразка   | 16–13 | Вер 2020 | Italian Open, Італія                                   | Premier 5     | Ґрунт      | Симона Халеп        | 0–6, 1–2 ret.           |
| Поразка   | 16–14 | Тра 2021 | Italian Open, Італія                                   | WTA 1000      | Ґрунт      | Іга Свьонтек        | 0–6, 0–6                |
| Поразка   | 16–15 | Лип 2021 | Вімблдонський турнір, Велика Британія                  | Grand Slam    | Трава      | Ешлі Барті          | 3–6, 7–6(7–4), 3–6      |
| Поразка   | 16–16 | Сер 2021 | Мастерс Канада, Канада                                 | WTA 1000      | Тверде     | Каміла Джорджі      | 3–6, 5–7                |
| Перемога  | 17–16 | Лют 2024 | Transylvania Open, Румунія                             | WTA 250       | Тверде (i) | Ана Богдан          | 6–4, 6–3                |
| Поразка   | 17–17 | Чер 2024 | Nottingham Open, Велика Британія                       | WTA 250       | Трава      | Кеті Бултер         | 6–4, 3–6, 2–6           |

### Парний розряд: 7 (5 титулів, 2 поразки)
| Легенда          |
| ---------------- |
| Grand Slam (0–0) |
| WTA 1000 (0–1)   |
| WTA 500 (1–0)    |
| WTA 250 (4–1)    |

| Фінали за покриттям |
| ------------------- |
| Тверде (2–1)        |
| Ґрунт (2–1)         |
| Трава (1–0)         |
| Килим (0–0)         |

| Результат | В-П | Дата     | Турнір                                                | Категорія     | Покриття   | Партнер           | Опоненти                                | Рахунок           |
| --------- | --- | -------- | ----------------------------------------------------- | ------------- | ---------- | ----------------- | --------------------------------------- | ----------------- |
| Поразка   | 0–1 | Лип 2013 | Internazionali Femminili di Tennis di Palermo, Італія | International | Ґрунт      | Крістіна Плішкова | Крістіна Младенович Катажина Пітер      | 1–6, 7–5, [8–10]  |
| Перемога  | 1–1 | Жов 2013 | Linz Open, Австрія                                    | International | Тверде (i) | Крістина Плішкова | Габріела Дабровскі Аліція Росольська    | 7–6(8–6), 6–4     |
| Перемога  | 2–1 | Тра 2014 | Nuremberg Cup, Німеччина                              | International | Ґрунт      | Міхаелла Крайчек  | Ралука Олару Шахар Пеєр                 | 6–0, 4–6, [10–6]  |
| Перемога  | 3–1 | Лип 2014 | Gastein Ladies, Австрія                               | International | Ґрунт      | Крістина Плішкова | Андрея Клепач Марія Тереса Торро Флор   | 4–6, 6–3, [10–6]  |
| Перемога  | 4–1 | Вер 2014 | Hong Kong Tennis Open, КНР SAR                        | International | Тверде     | Крістина Плішкова | Патріція Майр-Ахлайтнер Аріна Родіонова | 6–2, 2–6, [12–10] |
| Поразка   | 4–2 | Бер 2016 | Indian Wells Open, США                                | Premier M     | Тверде     | Юлія Гергес       | - Бетані Маттек-Сендс - Коко Вандевей   | 6–4, 4–6, [6–10]  |
| Перемога  | 5–2 | Чер 2016 | Birmingham Classic, Велика Британія                   | Premier       | Трава      | Барбора Стрицова  | Ваня Кінг Алла Кудрявцева               | 6–3, 7–6(7–1)     |

## Виноски
1. ↑  Player Profile // WTA website
2. ↑  Чеська національна авторитетна база даних
3. ↑  https://web.archive.org/web/20170201184457/http://www.wtatennis.com/players/player/13184/title/karolina-pliskova
4. ↑  . ITF https://www.itftennis.com/en/players/karolina-pliskova/800277243/cze/wt/s/титули/. Процитовано 11 лютого 2024. {{cite web}}: Пропущений або порожній |title= (довідка); Проігноровано невідомий параметр |титул= (довідка)
5. ↑  Karolina Pliskova Women's Doubles. ITF. Процитовано 11 лютого 2024.
6. ↑  Tignor, Steve (2 квітня 2017). Learn From The Pros: Karolina Pliskova. Tennis.com. Архів оригіналу за 11 квітня 2017. Процитовано 8 червня 2017.
7. ↑  US Open 2016: Aggressive style almost pays off for runner-up Karolina Pliskova. ExpressSports. The Express Group. Архів оригіналу за 2 лютого 2017. Процитовано 24 січня 2017.
8. ↑  Karolina Pliskova, Caroline Wozniacki advance to Miami semi-finals. Eurosport.com. 29 березня 2017. Архів оригіналу за 7 вересня 2017. Процитовано 8 червня 2017.